# NXT: Halloween Havoc (2024)
 (octobre 2024).
L'édition 2024 de Halloween Havoc est un Premium Live Event de catch (lutte professionnelle) produit par la World Wrestling Entertainment, une fédération de catch américaine qui est télédiffusée et visible en paiement à la séance sur le WWE Network. Cet événement met en avant les Superstars de NXT, le club-école de la compagnie. Il a eu lieu le 27 octobre 2024 au Giant Center à Hershey (Pennsylvanie). Il s'agit de la cinquième édition d'Halloween Havoc depuis son passage sous la bannière NXT.

## Contexte
Les spectacles de la World Wrestling Entertainment (WWE) sont constitués de matchs aux résultats prédéterminés par les scénaristes de la WWE. Ces rencontres sont justifiées par des storylines – une rivalité avec un catcheur, la plupart du temps – ou par des qualifications survenues dans les shows de la WWE tels que NXT. Tous les catcheurs possèdent une gimmick, c'est-à-dire qu'ils incarnent un personnage gentil (Face) ou méchant (Heel), qui évolue au fil des rencontres. Un événement comme Halloween Havoc est donc un événement tournant pour les différentes storylines en cours,.

## Tableau des matchs
| Ordre par numéros                                                                         | Résultat                                                      | Stipulation(s)                                                           | Temps |
| ----------------------------------------------------------------------------------------- | ------------------------------------------------------------- | ------------------------------------------------------------------------ | ----- |
| 1                                                                                         | Tony D'Angelo (c) bat Oba Femi                                | Tables, Ladders and Scares match pour le NXT North American Championship | 15:20 |
| 2                                                                                         | Giulia et Stephanie Vaquer battent Roxanne Perez et Cora Jade | Tag Team match                                                           | 14:15 |
| 3                                                                                         | Ridge Holland bat Andre Chase                                 | Ambulance match                                                          | 14:30 |
| 4                                                                                         | Fallon Henley bat Kelani Jordan (c), Jazmyn Nyx et Jacy Jayne | Gauntlet match pour le NXT Women's North American Championship           | 14:15 |
| 5                                                                                         | Trick Williams (c) bat Ethan Page                             | Devil's Playground match pour le NXT Championship                        | 18:00 |
| La lettre C placée entre parenthèses désigne la personne ou l’équipe championne en titre. |                                                               |                                                                          |       |